# John Dumbleton
John Dumbleton (onbekend - ca. 1349) was een Engels scholastisch filosoof, logicus en natuurfilosoof, die het best bekend is als een van de Oxford Calculators van Merton College, het instituut waaraan hij sinds 1338 als fellow verbonden was. 
Zijn magnum opus was de Summa logicae et philosophiae naturalis ("Compendium van de logica en de natuurfilosofie"), dat hij waarschijnlijk in de jaren 1340 schreef. 